# 原ゆう子
原 ゆう子（はら ゆうこ、1974年6月22日 - ）は、日本のフリーアナウンサー。活動当時はイーグル・ベイに所属。
東京都出身。田園調布雙葉学園、中央大学文学部国史学科卒業。また、2003年には、アナウンサーの活動をしながらル・コルドン・ブルー日本校にも入学し、翌年に同校を卒業した。
特技はスキー。趣味はフランス料理と食べ歩き。

## 担当番組
- 東京NEWS （1998年、TOKYO MX） - キャスター
- ウィークリー東京NEWS （1998年、TOKYO MX） - リポーター
- アグリネット もっと知りたい地方競馬（1998年、グリーンチャンネル）
- アグリネット ちくさん情報（1998年、グリーンチャンネル）
- アグリネット 馬うまライフ（1998年、グリーンチャンネル）
- ゴーゴースポーツ! （2000年 - 2001年、TBSラジオ）[2][3]
- 山本雄二のミュージックポッド（2000年、ラジオ大阪）
- ピックアップNHK （2000年 - 2002年、NHK総合テレビ）[4][5]
- ピックアップこんや（2000年、NHK総合テレビ）[6][7]
- あすからのベストセレクション（2002年、NHK総合テレビ）
- 元気一番 健康道場（2002年 - 2003年、NHK BS2）[8][9]
- 今夜もあなたのパートナー もっと知りたい! 暮らしQ&A （2003年 - 2004年、NHK教育テレビ）[10] - リポーター[11]
- 安住紳一郎の日曜天国（2005年 - 2006年、TBSラジオ） - アシスタント